# Choi Moon-soon

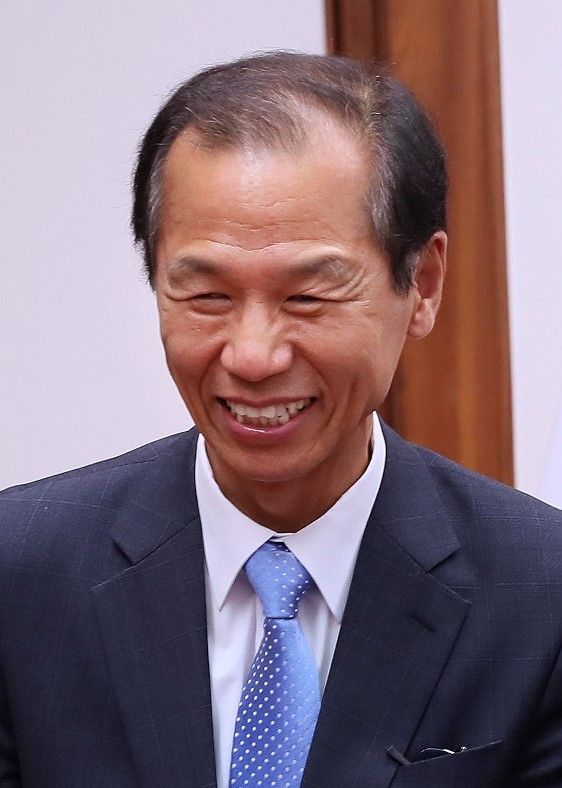
Choi Moon-soon (Juni 2020)

Choi Moon-soon (* 4. Februar 1956 in Chuncheon, Gangwon-do) ist ein südkoreanischer Politiker der Deobureo-minju-Partei, der seit April 2011 als Gouverneur der Provinz Gangwon-do amtierte.

## Werdegang
Choi studierte an der Seoul National University und begann danach bei MBC als Journalist zu arbeiten. Von 2005 bis 2008 fungierte er als CEO von MBC. Danach war er drei Jahre lang Mitglied der Gukhoe, bevor er in einer Nachwahl 2011 zum Gouverneur seiner Heimatprovinz gewählt wurde. 2014 und 2018 wurde er wiedergewählt.
Im Juni 2021 verkündete Choi sich in der Vorwahl seiner Partei für die Nominierung zur Präsidentschaftswahl in Südkorea 2022 bewerben zu wollen. Die Deobureo-Minju-Partei verringerte jedoch am 11. Juli ihr Kandidatenfeld auf sechs Bewerber und neben Yang Seung-jo musste auch Choi seine Kampagne aufgeben.